# Vuelo 1023 de Stavropolskaya Aktsionernaya Avia
El vuelo 1023 de Stavropolskaya Aktsionernaya Avia fue un vuelo chárter entre Stavropol en el sur de Rusia y Trabzon en Turquía operado por la aerolínea rusa Stavropolskaya Aktsionernaya Avia. El 18 de marzo de 1997 el Antonov An-24 que operaba el vuelo sufrió un fallo estructural y se estrelló en un bosque, matando a los cincuenta pasajeros y tripulantes a bordo.

## Accidente
El vuelo, que fue un vuelo chárter operado con regularidad entre Stavropol y Trabzon en la costa del Mar Negro en Turquía, despegó del aeropuerto de Stavropol Shpakovskoye, transportando a ocho tripulantes y cuarenta y un pasajeros, principalmente comerciantes que tenían previsto adquirir bienes de consumo baratos en Turquía y uno de los directivos de la aerolínea.
El vuelo se encontraba a una altitud de 5.400 m, 37 minutos después del despegue, cuando el control de tráfico aéreo perdió contacto con este.
Los restos del Antonov An-24 fueron localizados esparcidos por un amplio área en un bosque cercano a la villa de Prigorodny, al este de Cherkessk, en los Cáucasos del norte. La cola del avión fue localizada a 1,5 km de distancia de los demás restos, indicando que el avión podía haberse fracturado en pleno vuelo. Las cincuenta personas que viajaban a bordo fallecieron.

## Causa
La investigación del accidente descubrió que el avión, que había regresado de un largo periodo de servicio en el Congo, sufría corrosión masiva lo que había provocado que la cola del avión se rompiese en pleno vuelo.
El accidente fue achacado a un fallo en detectar la corrosión durante la inspección, determinando que el tiempo entre inspecciones y mantenimientos fue excesivo.